# Louis Marie Joseph Gossuin
Louis Marie Joseph Gossuin, né le 18 mars 1759 à Avesnes (Généralité de Valenciennes) et mort le 18 août 1821 à Vichy (Allier), est un homme politique français.

## Biographie
Fils de François Joseph Gossuin, maire d'Avesnes et frère de Eugène Constant Joseph César Gossuin, il est lieutenant-général civil du bailliage royal du Quesnoy en 1784, Député du tiers, pour ce bailliage, aux Etats-Généraux, le 19 avril 1789.
Receveur général dans le département de l'Eure en l'An VI puis le 1er février 1799 dans le Nord.
Conseiller général du Nord en l'An VIII, il en devient le Président de 1810 à 1816. 
Le 26 octobre 1818, le collège de département du Nord, par 754 voix (941 votants, 2,303 inscrits), l'envoya à la chambre des députés.

## Distinctions
- Chevalier de la Légion d'honneur par décret du 30 août 1814[4].

## Sources
- « Louis Marie Joseph Gossuin », dans Adolphe Robert et Gaston Cougny, Dictionnaire des parlementaires français, Edgar Bourloton, 1889-1891 [détail de l’édition]